# حزب/جبهه آزادی‌بخش انقلابی خلق
حزب/جبهه آزادی‌بخش انقلابی خلق (به انگلیسی: Revolutionary People's Liberation Party/Front) یا(DHKP-C) (به زبان ترکی: Devrimci Halk Kurtuluş Partisi-Cephesi) یک حزب مارکسیست -لنینیستی در ترکیه است. این حزب در سال ۱۹۷۸ به عنوان چپ انقلابی (ترکی: Devrimci Sol یا Dev Sol) تأسیس شد و در سال ۱۹۹۴ پس از فروپاشی جناحی تغییر نام یافت. با توجه به فعالیت‌های خشونت‌آمیز افراد این حزب، ترکیه، ایالات متحده و اتحادیه اروپا آن را در لیست گروه‌های تروریستی طبقه‌بندی کردند.

## ساختار
حزب/جبهه آزادی‌بخش انقلابی از لحاظ نظری از دو گروه تشکیل شده ولی مقامات آن‌ها را یک گروه واحد در نظر می‌گیرند. در هر صورت حزب به معنی فعالیت سیاسی و جبهه به معنی فعالیت‌های نظامی آن است.
این گروه دارای ایدئولوژی مارکسیسم لنینیسم است و موضعی ضد آمریکایی و ضد ناتو دارد. این حزب عقیده دارد که دولت ترکیه در زیر کنترل امپریالیزم غرب است و تلاش می‌کند که این حکومت را با روش‌های سیاسی و نظامی سرنگون کند.
این حزب نیازهای مالی اش را از طریق کمک‌هایی که در ترکیه و کشورهای اروپایی به او می‌شود برطرف می‌کند.

### رابطه‌ها
در سال ۲۰۰۸ عثمان آکا فرمانده استانبول این حزب به اتهام طراحی برای ترور رجب طیب اردوغان دستگیر شد. او محاکمه شد، اما دادگاه نتوانست به حکم رسیدگی کند و از آنجا که چهار سال در زندان نگاه داشته شده بود، آزاد شد و قرار شد که مجدداً محاکمه شود. او به رسانه‌ها گفت که ارتباط بین حزبش و سازمان ارگنکون را فاش خواهد ساخت. مدت کوتاهی بعد، او با شلیک گلوله ای به سرش ترور شد. قاتل او، که عضو پ کا کا و همچنین عضو حزب خودش توصیف شده‌است، به پلیس گفت به دستور سران حزب/جبهه آزادی بخش انقلابی و به این دلیل که می‌خواسته رابطه این حزب با ارگنکون را بر ملا کند او را ترور کرده‌است.

## تاریخچه

### بنیانگذاری
این حزب در سال ۱۹۷۸ توسط دورسون کاراتاس یک انقلابی چپ عضو حزب راه انقلابی که از حزب/جبهه آزادی‌بخش ترکیه جدا شده بود تشکیل شد. این حزب پیش از این از فدراسیون جوانان انقلابی ترکیه جدا شده بود. این گروه در سال ۱۹۹۴ با نام فعلی خود بازسازی شد.

### دهه ۱۹۸۰
راه چپ مسؤلیت تعدادی از ترورها را به عهده گرفته‌است. بعضی از این ترورها عبارت اند از: ترور گون سازاک و نهاد اریم در سال ۱۹۸۰. از سال‌های ۱۹۸۰ این گروه افسران امنیت و نظامی دولت ترکیه را ترور کرده‌است.

### شورش (۱۹۹۰ تا کنون)
از سال ۱۹۹۰ این حزب فعالیت‌های جدیدی را علیه منافع خارجی آغاز کرد. این فعالیت‌ها شامل حمله علیه پرسنل و امکانات نظامی و دیپلماتیک ایالات متحده بود، این حزب برای اعتراض به آنچه که امپریالیسم آمریکا در جنگ خلیج فارس توصیف می‌کرد، دو تن از پرسنل نظامی ایالات متحده و یک افسر نیروی هوایی این کشور را ترور کرد. همچنین بیش از بیست بار مقرهای آمریکا و ناتو را بمب‌گذاری کرد.

#### اعتصاب غذا در زندان
در ۲۶ اکتبر ۲۰۰۰، زندانیان در اعتراض به دستور جدیدی علیه زندانیان (که در آن زندانیان گروه‌های مختلف قرار بود از یکدیگر جدا شوند) دست به اعتصاب غذا زدند. از این تاریخ تا ۱۹ نوامبر ۲۰۰۰، در مجموع ۸۱۶ زندانی در ۱۸ سال زندان به اعتصاب غذا پیوستند.

#### تشدید (۲۰۰۱ تا کنون)
در سال ۲۰۰۱ جبهه آزادی‌بخش انقلابی خلق علیه پلیس ترکیه بمب‌گذاری و عملیات انتحاری داشت و در ۱۰ سپتامبر ۲۰۰۱ یک بمب‌گذار انتحاری خود و سه نفر دیگر را در استانبول به قتل رساند.
۲۰۰۲–۲۰۰۳: عملیات امنیتی در ترکیه و اماکن دیگر این گروه را تضعیف کرده بود. جبهه آزادی‌بخش انقلابی خلق هیچ حملات عمده ای را در سال ۲۰۰۳ انجام نداد، ولی یک زن انتحاری بنام سنگول آکورت در تاریخ ۲۰ می ۲۰۰۳ با یک کمربند انفجاری در رستورانی در آنکارا خود را منفجر کرد.
۲۰۰۴: در ۲۴ ژوئیه ۲۰۰۴ یک انفجار اشتباهی در یک اتوبوس در استانبول باعث کشته شدن یکی از اعضای جبهه آزادی‌بخش انقلابی خلق بنام سمیران پلات و سه نفر دیگر و زخمی شدن ۱۵ تن شد.
۲۰۰۵: در اول ژوئیه ۲۰۰۵ ایوب بیاض عضو جبهه آزادی‌بخش انقلابی خلق در آنکارا در حالی که در وزارت دادگستری عملیات انتحاری کرد کشته شد.
۲۰۰۶: در اواخر فوریه ۲۰۰۶ یک زن از اعضای این حزب بنام فهریو اردال در بلژیک، در حالی که تحت بازداشت خانگی بود، محکوم شد. با این حال، مدت کوتاهی قبل از محکومیت فرار کرد، و از سال ۲۰۱۱، تاکنون هنوز پیدا نشده‌است.
۲۰۰۹: در تاریخ ۲۹ آوریل ۲۰۰۹، دیدم اکمن عضو جبهه آزادی‌بخش انقلابی خلق در تلاش برای ترور حکمت سامی در دانشگاه درست قبل از سخنرانی در مورد قانون اساسی مجروح شد. اکمن و همکار او انور یلماز دستگیر شدند.
۲۰۱۲: در ۱۱ سپتامبر ۲۰۱۲، یک بمب‌گذار انتحاری، از اعضای جبهه آزادی‌بخش انقلابی خلق در ناحیه سلطان زاده استانبول با انفجار خود یک مأمور ترکیه و یک پلیس را کشت. پلیس ملی ترکیه این بمب‌گذار را به عنوان ابراهیم کوهدار، عضو جبهه آزادی‌بخش انقلابی خلق شناسایی کرد.
۲۰۱۳: در ۱ فوریه ۲۰۱۳ یک بمب‌گذار انتحاری، عضو جبهه آزادی‌بخش انقلابی خلق، خود را در سفارت ایالات متحده در آنکارا منفجر کرد، یک نگهبان امنیتی ترکیه و چندین نفر دیگر را زخمی کرد. پلیس بمب‌گذار را بنام اسهت شانی، عضو جبهه آزادیبخش انقلابی خلق شناسایی کرد.
- در روز ۱۹ مارس ۲۰۱۳، اعضای جبهه آزادی‌بخش انقلابی خلق دو حمله علیه حزب عدالت و توسعه (AKP) و وزارت دادگستری انجام دادند. مسئولیت حملات توسط این گروه تأیید شد.
- در سپتامبر ۲۰۱۳، دو نفر از اعضای این جبهه با موشک به ستاد کل امنیت ترکیه حمله کردند. یکی از آن‌ها که در حمله کشته شد، در حمله ۱۹ مارس به ستاد AKP دست داشت.
- در ۲۹ سپتامبر ۲۰۱۳ هواداران جبهه و اعضای آن با باند مواد مخدر در مال‌تپه درگیر شدند و مردم از آن‌ها حمایت کردند. حسن فریت گدیک، یکی از جوانان چپ، در درگیری‌ها کشته شد. پس از درگیری، گروهی از افراد مسلح این جبهه شروع به گشت زنی در خیابان‌های مال‌تپه کردند.

۲۰۱۵: در ۶ ژانویه ۲۰۱۵، یک بمب‌گذار انتحاری زن، خود را در یک ایستگاه پلیس در ناحیه سلطان مهد استانبول منفجر کرد، یک افسر پلیس را کشت و یک‌نفر دیگر را زخمی کرد. جبهه آزادی‌بخش انقلابی خلق مسئولیت حملات را بر عهده گرفت.
- در ۳۱ مارس ۲۰۱۵، مظنونان عضو جبهه آزادی‌بخش انقلابی خلق، مهلت سلیم کیراز، دادستان را در طبقه ششم کاخ عدالت استانبول دستگیر کردند. آن‌ها از پلیس خواستند اسامی چهار نفر از اعضای سرویس‌های امنیتی را اعلام کنند که گفته می‌شود به مرگ برکین الوان منجر شده‌است. پلیس برای شش ساعت با شبه نظامیان مذاکره کرد، اما در نهایت به شلیک و درگیری منجر شد. دو مرد مسلح در طی عملیات کشته شدند، در حالی که دادستان به شدت زخمی شد و بعد از جراحات درگذشت.
- در ۱۰ اوت ۲۰۱۵، دو زن از این جبهه حمله ای به کنسولگری ایالات متحده در استانبول انجام دادند. یکی از مهاجمین، همراه با اسلحه اش دستگیر شد. این یکی از چهار حمله مقدماتی در سراسر استانبول بود که با دو نفر دیگر با هدف قرار دادن ایستگاه‌های پلیس و هدف قرار دادن یک هلیکوپتر نظامی همراه بود.

## لیست گذاری به عنوان یک سازمان تروریستی
طبق گزارش وزارت مبارزه با تروریسم و عملیات اداره کل امنیت (پلیس ترکیه) این سازمان در سال ۲۰۰۷ در میان ۱۲ سازمان فعال تروریستی در ترکیه به ثبت رسیده‌است.
این گروه در سال ۱۹۹۷ به لیست سازمان‌های تروریستی خارجی وزارت امور خارجه ایالات متحده اضافه شد. این جبهه همچنین در میان ۴۸ گروه و تشکلی قرار دارد که از نظر اتحادیه اروپا و انگلستان تروریست شناخته می‌شود.

## عضویت
اطلاعات ارائه شده توسط منابع اطلاعاتی فدراسیون دانشمندان آمریکایی بر اساس گزارش الگوهای تروریستی سال ۲۰۰۳ نشان می‌دهد که این سازمان دارای چند ده شعبه در ترکیه و یک شبکه پشتیبانی بزرگ در اروپاست.
بر اساس مطالعه انجام شده توسط اداره مبارزه با تروریسم و اداره امنیت ترکیه نشان می‌دهد افرادی که تحت قوانین ترکیه به تروریسم محکوم شده‌اند از جمله ۸۲۶ نفر از اعضای این جبهه و سه سازمان دیگر چپ‌گرا) ۶۵ درصد از اعضای این گروه ۱۴–۲۵ ساله، ۸/۱۶ درصد ۲۵ تا ۳۰ ساله و ۵/۱۷ درصد بالاتر از ۳۰ ساله هستند. ۲۰٫۴ درصد از اعضای آن فارغ التحصیلان دانشگاهی، ۳۳٫۵ درصد فارغ التحصیلان دبیرستان، ۱۴ درصد فارغ التحصیلان دبیرستان، ۹/۲۹٪ فارغ التحصیلان مدرسه و ۱٬۹ درصد بیسوادند (در حالی که آن‌ها دارای اعضای بی سواد نیستند).
این گروه به‌طور عمده از اقلیت علویان (ترکیه) عضو گیری می‌کند.

## محکومیت
- دورسان کاراتاس
- فهریو ارال

در دسامبر سال ۲۰۱۱ مرال دونمز دبیر دبیرستان و دانش آموزش بنام گولش ایسیکلی قطعه‌های مقوایی را از پنجره دفتر یک وکیل به سوی او پرت کردند و گفتند ما سپر موشکی نمی‌خواهیم، ما یک دبیرستان دموکراتیک می‌خواهیم. به این دلیل آن‌ها در اکتبر ۲۰۱۲ به ۶ سال و هشت ماه زندان محکوم شدند. آن‌ها اگرچه عضو جبهه نبودند ولی به اتهام عضویت در یک سازمان تروریستی زندانی شدند.